# Voorhout
Voorhout è una località dei Paesi Bassi situata nel comune di Teylingen, nella provincia dell'Olanda meridionale. Già comune autonomo, nel gennaio del 2006 è divenuto parte del nuovo comune di Teylingen, insieme a Sassenheim e Warmond. Fu probabilmente fondata nell'anno 988 (all'epoca chiamata “Foranholte”). Voorhout conta attualmente circa 17 000 abitanti.

## Storia
La più importante prova dell'esistenza di Voorhout sin dall'anno 988 è il ritrovamento di una lettera con cui il Conte Dirk II di Olanda donò la Chiesa di "Foranholte" (l'antico nome di Voorhout) all'Abbazia di Egmond. Tuttavia i primi insediamenti nell'area di Voorhout risalgono a ben prima del 988: alcune monete Romane risalenti a circa 2000 anni fa furono, infatti, ritrovate in zona. Dall'etimologia dell'antico nome Forhanholte ("prima della foresta") si può comprendere come i primi abitanti si insediarono in una zona che si trovava all'inizio di una foresta, situata tra l'attuale Voorhout e la costa Olandese. Nel 1907 furono anche ritrovati degli assi e uno scalpello in bronzo, risalenti a 3 500 anni fa e attualmente conservati nel Rijksmuseum van Oudheden di Leiden. Dal 1150 i nobili di Teylingen ebbero un ruolo importante nella zona: il castello di Teylingen, che si trova a Voorhout, fu fatto costruire da questa famiglia. Per secoli, tuttavia, Voorhout non si sviluppò particolarmente: nel 1514 si contavano circa 40 abitazioni. Nel 1657 fu costruita la Leidsevaart, che collega Haarlem a Leiden ma questo non aiutò particolarmente lo sviluppo di Voorhout. Nel 1842 fu inaugurata aperta la linea ferroviaria Haarlem-Leiden e a Voorhout furono costruite due stazioni. Si stima che nel 1900 a Voorhout vivessero circa 2 000 abitanti. La maggior parte delle persone lavorava nel settore del commercio dei fiori, in particolare bulbi di tulipani: questa resterà l'attività principale fino alla seconda guerra mondiale. Dopo il 1944, le stazioni di Voorhout furono rimosse, a seguito della costruzione di nuove strade. Si stima che nel 1960 vivessero a Voorhout circa 5 000 persone, numero cresciuto fino a 9 360 nel 1988. La crescita di popolazione fu dovuta all'espansione della nuova zona residenziale di Oosthout. Nel 1997 fu finalmente costruita una nuova stazione ferroviaria. Grazie alla nuova stazione, il numero di abitanti aumentò ulteriormente. Attualmente solo una piccola parte della popolazione di Voorhout lavora nel settore del commercio di fiori. 

## Monumenti e luoghi di interesse

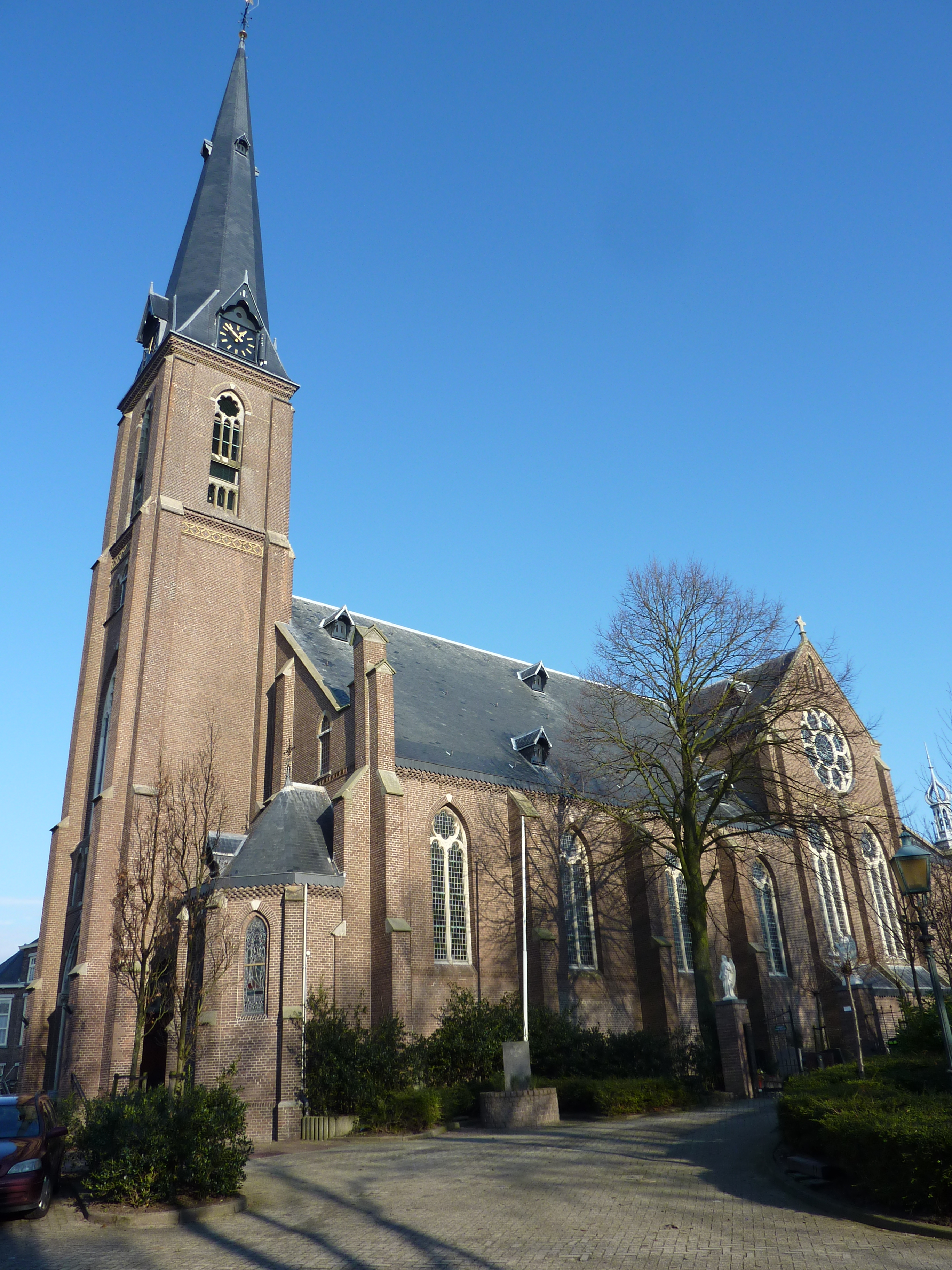
Chiesa di San Bartolomeo

Chiesa di San Bartolomeo: La chiesa fu progettata dall'architetto olandese Evert Margry e ha lo status di monumento comunale. Fu costruita dopo che, il 21 ottobre 1873, un fulmine causo' un incendio del campanile della chiesa precedente. Nel 1881, la torre e la parte della chiesa cattolica furono demoliti e ricostruiti. La restante parte della chiesa originale, costruita dai protestanti stanziati nel XIV secolo durante la Riforma, è conosciuta come la Kleine Kerk ("Piccola Chiesa"). La Chiesa di San Bartolomeo fu inaugurata nel 1883. Nel 1937 la chiesa fu ampliata. Parte della chiesa fu colpita da un bombardamento inglese nel 1943. La bomba cadde in un cortile, in un'area che si trova tra le attuali Herenstraat e Irenestraat. Nel 1973 l'edificio fu completamente rinnovato e restaurato.

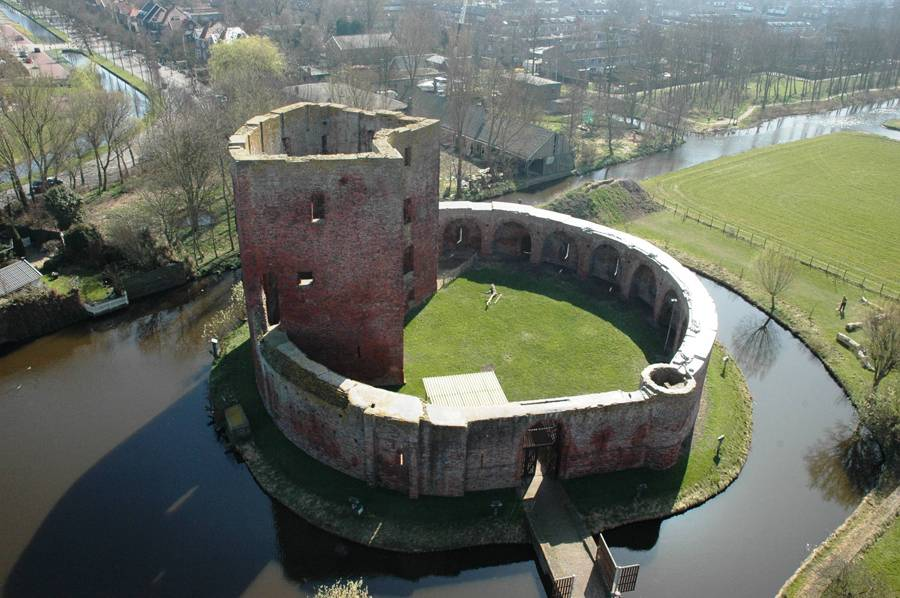
Castello di Teylingen

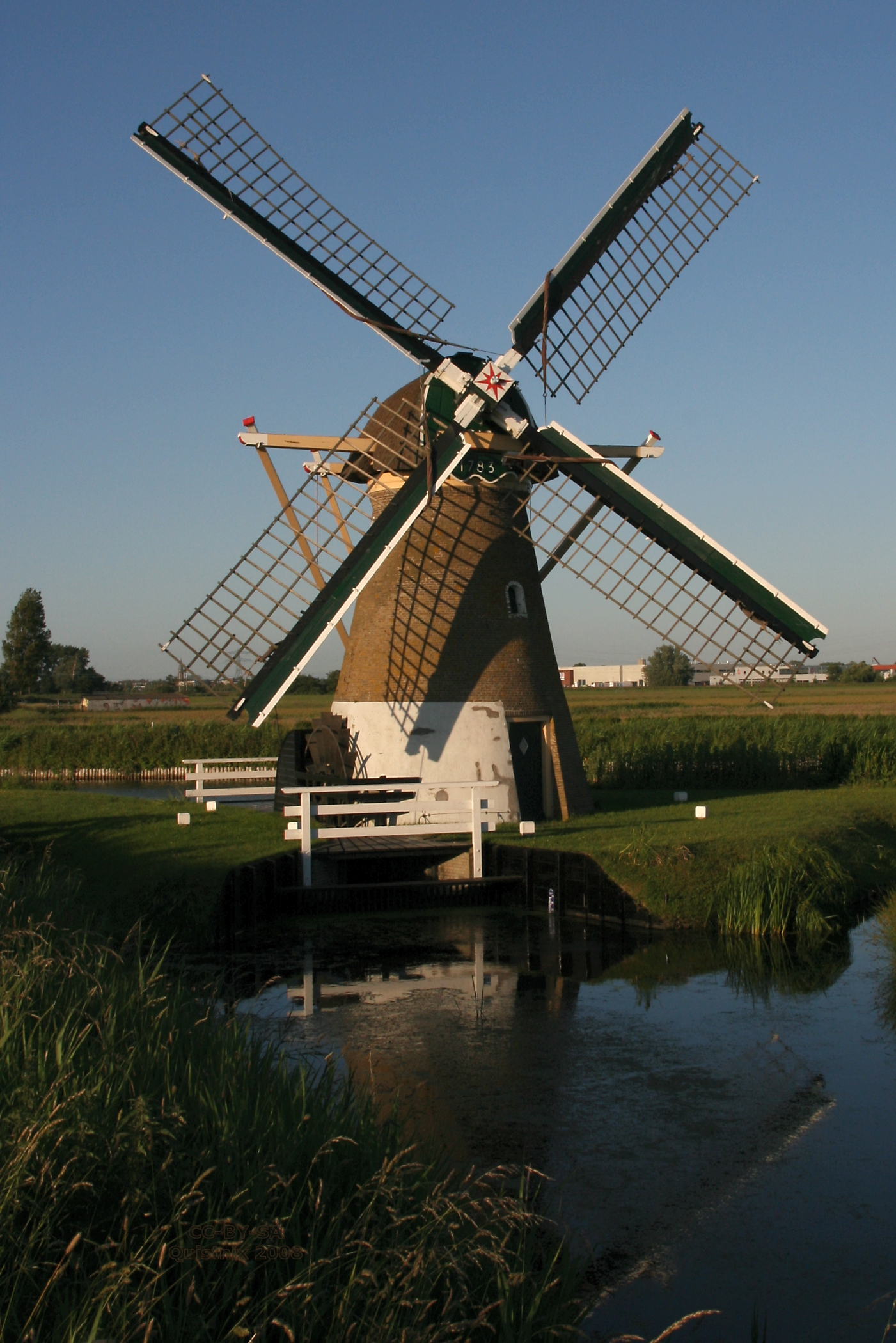
Mulino Hoop Doet Leven

Castello di Teylingen (Olandese: Slot Teylingen): è un castello Olandese che si trova a Voorhout, vicino al confine con Sassenheim. La municipalità di Teylingen prende il nome da questo castello. Fu probabilmente il mastio della nobile famiglia Van Teylingen, da cui discendeva la famiglia Van Brederode. Le mura del castello furono costruite nel tredicesimo secolo mentre l'edificio principale fu costruito in seguito. Il castello, residenza originale dei Nobili di Teylingen, serviva come protezione per la diga del Reno e la strada per la città di Haarlem. Nel 1282 il terreno su cui sorge il castello fini' ai Conti d'Olanda perché i Nobili di Teylingen non avevano eredi diretti. La torre fortificata, che fa parte della parete circolare, risale a questo periodo. Più tardi il castello fu usato come rifugio di caccia e residenza forestale per i Conti d'Olanda. La più famosa residente fu probabilmente Giacomina di Hainaut (in olandese Jacoba van Beieren), contessa di Hainaut, che risiedette negli ultimi anni prima della sua morte (di tubercolosi), avvenuta proprio nel castello, nel 1436. Durante la guerra degli 80 anni, in particolare dal 1572 al 1574, il castello fu pesantemente danneggiato. Nel 1605 ebbe inizio il restauro. Intorno al 1614 fu restaurata la torre e una comoda zona residenziale fu costruita di fronte. Nel 1676 il tetto fu distrutto in un incendio. Fino all'occupazione dei Paesi Bassi da parte dei francesi, il castello ha mantenuto la sua funzione di residenza forestale. Nel 1801 il castello di Teylingen e gli edifici circostanti furono venduti, con il vincolo che la torre e le mura non avrebbero potuto essere demolite. Nel 1857 due possidenti di nome Van Teylingen (non discendenti diretti) acquistarono le restanti parti ad un'asta pubblica. Le rovine divennero ancora una volta proprietà dello Stato nel 1888. Dopo di che i lavori di conservazione del castello furono principalmente rivolti al consolidamento. Nel 1975 fu creata la Fondazione del Castello di Teylingen. Uno degli obiettivi di questa Fondazione è quello di mantenere vivo l'interesse intorno alle rovine. Su iniziativa della fondazione è stato ricostruito il ponte d'ingresso. Attualmente è possibile visitare le rovine del castello che sono ben conservate.
Mulino Hoop Doet Leven: è un mulino "polder", costruito nel 1783, che si trova a in Voorhout. Originariamente si trovava a Rijnsburg, dove fu costruito per il drenaggio del polder Kamphuizen. Il mulino ha lo status di monumento nazionale e può essere visitato dalle 12:00 alle 15:00.
Kinderboerderij De Klaprooshof: fattoria didattica non lontana dal centro della città e gestita dagli abitanti della zona. Qui i bambini possono accarezzare gli animali e aiutare a tenere in ordine la fattoria.
Boerhaavehuis: è una canonica che si trova a Voorhout. La canonica appartiene alla Kleine Kerk e prende il nome dallo scienziato Herman Boerhaave, nato nella canonica, figlio del pastore Jacobus Boerhaave. L'edificio è parte di una piccola fattoria del XVII secolo ed è monumento nazionale dal 1971. La casa del vicario è di proprietà del comune protestante di Voorhout. Oltre ad ospitare il parroco, l'edificio funge anche da chiesa della gioventù e luogo di incontro per la comunità ecclesiale. Il giardino è decorato nello stile del Rinascimento olandese e ospita diverse specie di piante.

## Sport
A Voorhout ha sede un club di calcio fondato nel 1932, il VV Foreholte, dove hanno iniziato a giocare alcuni calciatori poi diventati famosi, come Edwin van der Sar.